# Ronald Sibanda
Ronald Gidiza Sibanda (29 agosto 1976) è un ex calciatore zimbabwese, di ruolo centrocampista.

## Caratteristiche tecniche
Era un mediano.

## Carriera

### Club
Ha giocato la stagione 1997-1998 in Polonia, allo Śląsk Breslavia. Nel 1998 si trasferisce in patria, al Dynamos. Nel 1999 passa allo Zimbabwe Saints. Nel 2001 viene acquistato dall'Amazulu. Nel 2006 torna al Dynamos. Nel 2007 viene acquistato dall'Uniao Flamengo Santos, squadra botswana, con cui conclude la propria carriera nel 2009.

### Nazionale
Ha debuttato in Nazionale nel 1997. Ha partecipato, con la maglia della Nazionale, alla Coppa d'Africa 2004.

## Palmarès

### Club

#### Competizioni nazionali
- Campionato di calcio dello Zimbabwe: 1

AmaZulu: 2003
- BFA Challenge Cup: 1

Uniao Flamengo Santos: 2008-2009